# Добрая половина жизни
«Добрая половина жизни» — советский художественный фильм 1979 года снятый на киностудии «Арменфильм» режиссёром Альбертом Мкртчяном по сценарию Роберта Святополк-Мирского. Режиссёр и исполнитель главной роли (Гуж Манукян) удостоены Государственной премии Армянской ССР.

## Сюжет
Армен Давтян, начальник цеха крупного предприятия, в 40 лет решает оставить свою работу и перейти на более спокойную. Однако, случайная встреча с другом детства меняет его решение… Когда-то, в пору голодного военного детства, они мечтали о будущей жизни, честной и прямой, как бой отцов на фронте, но вот прошло время… и в сегодняшней жизни они резко расходятся:

Один из них, инженер, честно «вкалывает» на химкомбинате, ведя непрекращающуюся борьбу с разными объективными и не очень объективными «факторами», да и с тайной смутой души, другой в это время дослужился до начальника стройуправления, откровенно повернув все объективные и необъективные «факторы» в сторону собственного благополучия.— В жизни и в кино: Из блокнота журналиста / В. Иванова. — М. : Искусство, 1988. — 191 с. — стр. 24
Армен решет продолжать работу на комбинате — он не сможет жить так как его бывший друг. Пусть кто-то живёт спокойной, благополучной и роскошной жизнью, кто-то обманывает и унижает. Он — нет, он, хотя и с трудным и малым доходом, на своём комбинате имеет интересную работу и настоящих друзей и вторую добрую половину жизни проживёт тоже «добро».

## В ролях
- Гуж Манукян — Армен Давтян
- Шаум Казарян — Гайк
- Сос Саркисян
- Левон Шарафян — Артур
- Владислав Рындин
- Александр Аджемян
- Геворг Асланян
- Эмма Варданян
- Тамара Оганесян
- Фрунзик Мкртчян
- Хачик Назаретян

## Критика
Картина была по-разному принята и зрителями, и критиками; некоторые посчитали её плакатной, одномерной, другие же считали, что изображение героев полярными, умение называть вещи своими именами без полутонов, наоборот, является достоинством фильма:

Режиссер рискованно выходит на острый и откровенно публицистический разговор, в котором не боится назвать черное черным, а белое белым. И пусть «Добрая половина жизни» (удостоенная одного из главных призов на Неделе молодежного фильма в Киеве в 1981 г.) не стала откровением подобно «Премии», она представляется, безусловно, заслуживающей внимания.— В жизни и в кино: Из блокнота журналиста / В. Иванова. — М. : Искусство, 1988. — 191 с. — стр. 24

Основная идея этой в высшей степени страстной, публицистически яркой картины — активное гражданское неприятие потребительски—деляческой «морали», проникшей в сознание и психологию отдельных людей.— Искусство Советской Армении за 60 лет. — Ереван: Издательство АН Армянской ССР, 1980. — 149 с. — стр. 57

## Награды
- Главный диплом 1-й Всесоюзной недели-смотра работ молодых кинематографистов (Киев, 1979).
- Государственной премии Армянской ССР (1982) удостоены режиссёр А. Мкртчян и актер Ш. Казарян.